# Стела от Нора
Стелата от Нора е стела, намерена през 1773 година в руините на град Нора на южния бряг на остров Сардиния в Италия. По палеографски методи е датирана към края на IX век пр.н.е. до началото на VIII век пр.н.е. и е най-старият известен финикийски надпис от Сардиния. Стелата се съхранява в Националния археологически музей в Каляри.